# روحیت صراف
روحیت سورش صراف (به انگلیسی: Rohit Suresh Saraf) (زاده ۸ دسامبر ۱۹۹۶) بازیگر هندی است.
از کارهای معروف او می‌توان به بازی در مجموعه تلویزیونی ناسازگار اشاره کرد.

## فیلم‌شناسی
فهرست برخی از فیلم‌هایی که روحیت صراف در آن‌ها به ایفای نقش پرداخته است:
- ناسازگار
- زندگی عزیز-۲۰۱۶
- مایای عزیز-۲۰۱۷
- سکسکه-۲۰۱۸
- آسمان صورتی است-۲۰۱۹
- ویکرام ودها-۲۰۲۲